# Distrito de Cayena

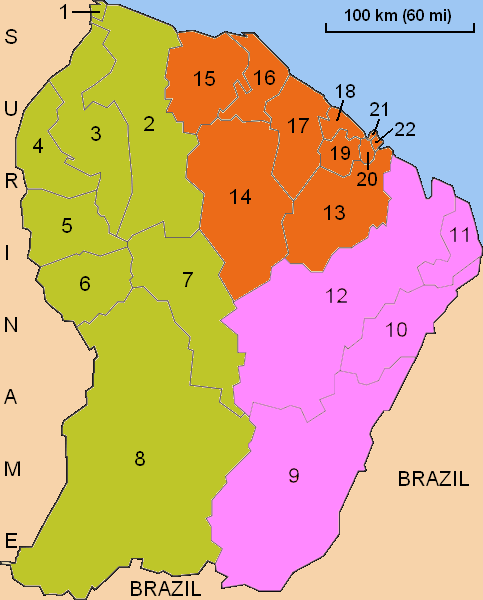
Localización del Distrito de Cayena (en color naranja).

El distrito de Cayena (en francés Arrondissement de Cayenne) es un distrito de Francia, que se localiza en la región de Guayana Francesa. Cuenta actualmente con 10 comunas. Llegó a contar con 14 comunas hasta la creación del distrito de Saint-Georges.

## División territorial

### Comunas
Las comunas, con sus códigos, del distrito de Cayena son:
| 1. Cayena (97302)     | 2. Iracoubo (97303)               | 3. Kourou (97304)          | 4. Macouria (97305) |
| 5. Matoury (97307)    | 6. Montsinéry-Tonnegrande (97313) | 7. Remire-Montjoly (97309) | 8. Roura (97310)    |
| 9. Saint-Élie (97358) | 10. Sinnamary (97312)             |                            |                     |

### Secciones electorales
Desde 2015, el distrito de Cayenne se divide en cinco secciones electorales:
- Cayena
- Gran Corona
- Oyapoque
- Pequeña Corona
- Sabanas

#### Cantones
El 31 de diciembre de 2015, los cantones de Guayana Francesa fueron suprimido, en aplicación de la Ley n.º 2011-884, de 27 de julio de 2011, relativa a las colectividades de Guayana Francesa y Martinica; y específicamente de su artículo 8.º, apartado L558-3.
Los cantones del distrito de Cayenne eran:
1. Approuague-Kaw
2. Cayena Noroeste
3. Cayena Noreste
4. Cayena Suroeste
5. Cayena Centro
6. Cayena Sur
7. Cayena Sureste
8. Iracoubo
9. Kourou
10. Macouria
11. Matoury
12. Montsinéry-Tonnegrande
13. Rémire-Montjoly
14. Roura
15. Saint-Georges-de-l'Oyapock
16. Sinnamary